# Józef Beker
Józef Beker (nascido em 28 de março de 1937) é um ex-ciclista profissional polonês. Venceu a edição de 1965 da Volta à Polónia. Competiu nos Jogos Olímpicos de Verão de 1964 na corrida de 100 km contrarrelógio por equipes e terminou em décimo primeiro.